# حساب دیفرانسیل و انتگرال و هندسه تحلیلی
حساب دیفرانسیل و انتگرال و هندسه تحلیلی کتابی از جورج توماس، راس فینی با ترجمهٔ مهدی بهزاد، سیامک کاظمی، علی کافی است که در سال ۱۳۷۰ منتشر و در مراسم کتاب سال جمهوری اسلامی ایران به‌عنوان کتاب برگزیده معرفی شد.